# Stockholms Figaro
Ej att förväxla med veckotidningen Figaro.

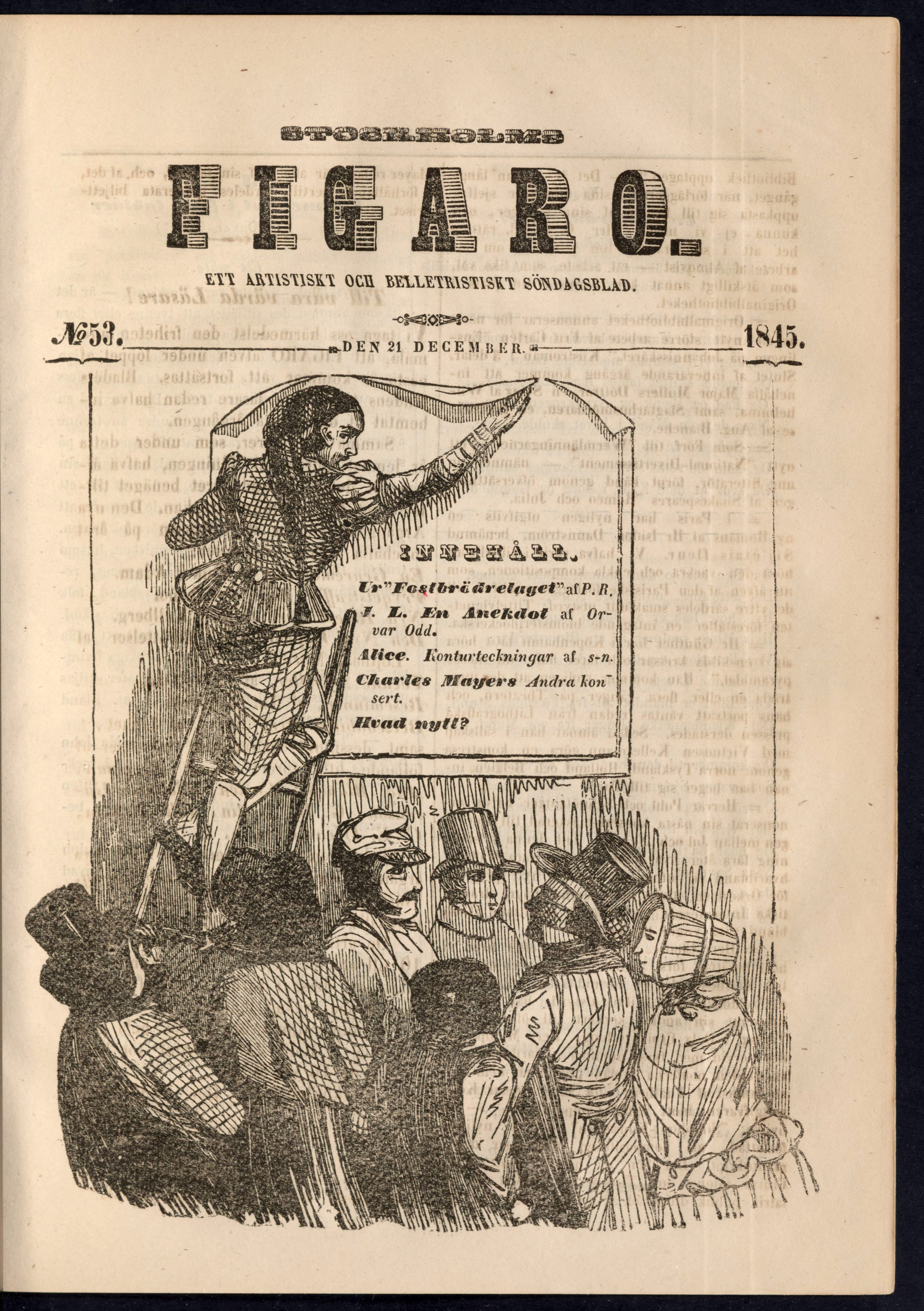
Stockholms Figaro. Omslag. 1845, No. 53.

Stockholms Figaro var en svensk illustrerad skönlitterär veckotidning som gavs ut i Stockholm 1845–1847. Redaktör och förläggare var Albert Bonnier. 
Innehållet i utgjordes huvudsakligen av dikter, noveller samt litteratur- och konstkritik. Bland medarbetarna fanns Carl August Adlersparre (Albano), August Blanche. J. G. Carlén, M. Cramser (Caprice), J. A. Kiellman-Göransson (Nepomuk), G. H. Mellin, Johan Nybom, Oscar Patric Sturzen-Becker (Orvar Odd), V. Stålberg och Carl Anton Wetterbergh (Onkel Adam).

## Fulltext
Tidningen har digitaliserats genom projektet Digitalisering av det svenska trycket och årgångarna 1845-1847 är fritt tillgängliga online.
- Kungl. Biblioteket: Svenska dagstidningar: Stockholms Figaro.